# Milutin Mrkonjić
Milutin Mrkonjić (en serbe cyrillique : Милутин Мркоњић) né le 23 mai 1942 à Belgrade, où il est mort le 27 novembre 2021, est un homme politique serbe. Il est vice-président du Parti socialiste de Serbie (SPS). Du 27 juillet 2012 au 30 août 2013, il a été ministre des Transports dans le gouvernement d'Ivica Dačić. Le 31 août 2013, il a récupéré son mandat de député à l'Assemblée nationale de la république de Serbie.

## Carrière professionnelle
Milutin Mrkonjić naît le 23 mai 1942 à Belgrade. Il étudie à la Faculté de génie civil de l'université de Belgrade dans le Département des routes, des aéroports et des voies ferrées ; il en sort diplômé en 1971. Après ses études, il travaille au Bureau d'études et de prospectives ferroviaires et, en 1974, il devient directeur du Département des prospectives au sein du ministère des Transports.
En 1977, il devient le premier directeur de l'Institut des transports CIP et, après le bombardement de la Serbie par l'OTAN en 1999, il dirige l'Agence pour la reconstruction.

## Carrière politique
En 1990, avec Slobodan Milošević, Milutin Mrkonjić est l'un des fondateurs du Parti socialiste de Serbie (SPS). En 2000, Milošević est chassé du pouvoir et, en 2006, Mrkonjić devient vice-président du SPS.
Aux élections législatives du 21 janvier 2007, Mrkonjić figure sur la liste du SPS emmenée par Ivica Dačić, sur laquelle il figure en 5e position ; la liste obtient 227 580 voix, soit 5,64 % des suffrages ; le parti envoie 16 représentants à l’Assemblée nationale de la république de Serbie. Mrkonjić obtient un mandat parlementaire. Le 8 mai, il est élu vice-président de l'Assemblée par intérim.
À l'élection présidentielle de 2008, Milutin Mrkonjić représente le Parti socialiste de Serbie, avec comme slogans « Les actes parlent » (en serbe : Дела говоре ou Dela govore) et « Notre ami ! » (Наш друг ! ou Naš drug !). Il obtient 245 889 voix, soit 5,97 % des suffrages, arrivant ainsi en quatrième position, derrière Tomislav Nikolić, Boris Tadić et Velimir Ilić. La réélection de Boris Tadić à la présidence de la République s'accompagne d'élections législatives anticipées qui ont lieu le 11 mai. Milutin Mrkonjić figure sur la liste du SPS, qui forme une alliance avec le Parti des retraités unis de Serbie (PUPS) et Serbie unie (JS). Mrkonjić est réélu député. Le Parti socialiste de Serbie forme alors une coalition gouvernementale avec le Parti démocratique (DS) du président Tadić. Le 7 juillet 2008, Milutin Mrkonjić renonce à son mandat parlementaire et est élu par l'Assemblée ministre des Infrastructures dans le premier gouvernement de Mirko Cvetković. Après un remaniement ministériel, le 14 mars 2011 il est maintenu à ce poste dans le second gouvernement Cvetković.
Aux élections législatives du 6 mai 2012, Ivica Dačić, le président du SPS, emmène la liste d'alliance de son parti avec le PUPS et JS ; la liste obtient 14,51 % des suffrages et 44 députés. Milutin Mrkonjić redevient député. Dačić est invité à former un gouvernement soutenu par le nouveau président Tomislav Nikolić, du Parti progressiste serbe (SNS). Milutin Mrkonjić renonce une nouvelle fois à son mandat parlementaire et, le 27 juillet 2012, il est élu ministre des Transports dans le nouveau gouvernement,,.
À la suite d'une longue crise au sein de la coalition gouvernementale, Ivica Dačić exclut le parti Régions unies de Serbie (URS) du gouvernement et, notamment, son représentant le plus éminent, président de ce parti et ministre des Finances et de l'Économie, Mlađan Dinkić. Le remaniement a lieu le 2 septembre 2013 ; bien que Milutin Mrkonjić soit membre du SPS, il n'est pas reconduit dans son poste ministériel. Le 31 août 2013, il retrouve son siège à l'Assemblée nationale.

## Vie privée
Mrkonjić est en couple avec la chanteuse serbe Ana Bekuta (sr).[réf. souhaitée]